# Jürgen Bertram
Jürgen Bertram (* 20. März 1940; † 12. August 2023 in Hamburg-Lokstedt) war ein deutscher Journalist und Autor.

## Leben
Bertram arbeitete in rund 40 Jahren bis zu seiner Pensionierung im Mai 2000 unter anderem für die Deutsche Presseagentur, das Magazin Der Spiegel und mehrere Tageszeitungen. Er arbeitete von den rund 30 Jahren als Journalist für die ARD 13 Jahre in Asien (Singapur und Peking) als Auslandskorrespondent. Die letzten fünf Jahre leitete Bertram die Abteilung Zeitgeschehen im NDR (1995–2000).

## Publikationen
Bertram veröffentlichte mehrere Bücher und produzierte Mitte der 1970er Jahre für den NDR den Film Die Helden von Bern.
Eine kontroverse Diskussion entstand über Jürgen Bertram durch sein Buch Mattscheibe – Das Ende der Fernsehkultur. Darin beschreibt er in einer Rückschau, wie Mechanismen für Schleichwerbung, Boulevardisierung und Korruption, auch fehlende gesellschaftskritische Reflexion sowie der Verlust von Qualitätsansprüchen der Fernsehsender in den öffentlich-rechtlichen Rundfunkanstalten entstehen konnten.
- Die China Falle – Abgezockt im Reich der Mitte. 2009, ISBN 978-3-596-18314-2
- Mattscheibe – Das Ende der Fernsehkultur. 2006, ISBN 3-596-16393-5
- Das Drama von Brettheim – Eine Dorfgeschichte am Ende des Zweiten Weltkriegs. 2005, ISBN 3-596-16534-2.
- Die Helden von Bern – Eine deutsche Geschichte. 2004, ISBN 3-502-18091-1.
- Der Story-Jäger – Ein Enthüllungsroman aus der Welt der Fernseh-News. 2004, ISBN 3-596-16196-7.
- Mein Australien – Begegnung mit dem Fünften Kontinent. 2002, ISBN 3-8025-2767-4.
- Asien, atemlos – Als Korrespondent in einer fremden Welt. 1996, ISBN 3-89136589-6.
- Sehnsucht Australien – Vom Abenteuer des Auswanderns. 2009, ISBN 978-3-940731-19-7 (zusammen mit Helga Bertram).
- Torschrei – Bekenntnisse eines Fußballsüchtigen. 2011, ISBN 978-3-940731-62-3.